# US Open 2010 - Doppio maschile in carrozzina
Stéphane Houdet e Stefan Olsson erano i detentori del titolo, ma hanno perso nel 1º turno contro Maikel Scheffers e Ronald Vink.
Maikel Scheffers e Ronald Vink hanno battuto in finale 6–0, 6–0 Nicolas Peifer e Jon Rydberg.

## Teste di serie
1. Robin Ammerlaan /  Shingo Kunieda (primo turno, ritiro)
2. Stéphane Houdet /  Stefan Olsson (primo turno)

## Tabellone

### Legenda
| - Q = Qualificato - WC = Wild card - LL = Lucky loser | - ALT = Alternate - SE = Special Exempt - PR = Protected Ranking | - w/o = Walkover - r = Ritirato - d = Squalificato |

### Finali
|  | Semifinali | Semifinali                     | Semifinali                     | Semifinali                     | Semifinali |  |  | Finali                       | Finali                       | Finali                       | Finali | Finali |  |
|  |            |                                |                                |                                |            |  |  |                              |                              |                              |        |        |  |
|  | 1          | Robin Ammerlaan Shingo Kunieda | Robin Ammerlaan Shingo Kunieda | Robin Ammerlaan Shingo Kunieda | w/o        |  |  |                              |                              |                              |        |        |  |
|  |            | Nicolas Peifer Jon Rydberg     | Nicolas Peifer Jon Rydberg     | Nicolas Peifer Jon Rydberg     |            |  |  | Nicolas Peifer Jon Rydberg   | Nicolas Peifer Jon Rydberg   | Nicolas Peifer Jon Rydberg   | 0      | 0      |  |
|  |            | Maikel Scheffers Ronald Vink   | Maikel Scheffers Ronald Vink   | 6                              | 6          |  |  | Maikel Scheffers Ronald Vink | Maikel Scheffers Ronald Vink | Maikel Scheffers Ronald Vink | 6      | 6      |  |
|  | 2          | Stéphane Houdet Stefan Olsson  | Stéphane Houdet Stefan Olsson  | 2                              | 1          |  |  |                              |                              |                              |        |        |  |